# Biblioteca de Artes de Brasília
A Biblioteca de Artes de Brasília Ethel Dornas localiza-se em Brasília, Distrito Federal, Brasil. É especializada em artes e cultura, contando com um acervo de aproximadamente de 3.500 itens entre documentos relacionados às linguagens artísticas, livros, VHSs, CDs, DVDs, Revistas.
A biblioteca está instalada nas dependências do Espaço Cultural Renato Russo e conta com Gibiteca e Musiteca.
Dentro da Biblioteca de Artes Ethel Dornas há uma gibiteca que passou a se chamar Gibiteca TT Catalão, uma homenagem a seu criador e gestor do Espaço Cultural Renato Russo: TT Catalão. Ele trabalhou na Secretaria de Cultura no ano 1993, jornalista de formação, também foi poeta, incentivador dos mais variados tipos de artes, amante de música. Faleceu em janeiro de 2020, seu  corpo foi velado no Espaço Cultural Renato Russo.
A Gibiteca foi criada em 1993 e foi a primeira do Distrito Federal. O início desse espaço aconteceu por iniciativa do próprio TT Catalão que doou sua coleção pessoal para formação do acervo. Atualmente o acervo com mais de 35 mil exemplares, com destaque para os mangás.

## Reforma
A biblioteca de Artes do Espaço Renato Russo fechou em 2013 por ordem do Corpo de Bombeiros Militares do Distrito Federal por motivos de Segurança e permaneceu fechada junto com todo o espaço para uma grande reforma que iniciou em 2016. a Reabertura ocorreu em 2018 mas a biblioteca continuou fechada para adaptações do espaço físico. 
A nova data de reabertura do espaço estava programada para abril de 2020 em comemoração aos 60 de Brasília, mas teve de ser adiada por conta da pandemia mundial da COVID-19.